# Вернон Хилс (Илиноис)
Вернон Хилс (енгл. Vernon Hills) град је у америчкој савезној држави Илиноис.

## Демографија
По попису из 2010. године број становника је 25.113, што је 4.993 (24,8%) становника више него 2000. године.
| Група             | 2000.          | 2010.          |
| Белци             | 15.691 (78,0%) | 16.434 (65,4%) |
| Афроамериканци    | 340 (1,7%)     | 549 (2,2%)     |
| Азијати           | 2.348 (11,7%)  | 4.858 (19,3%)  |
| Хиспаноамериканци | 1.446 (7,2%)   | 2.860 (11,4%)  |
| Укупно            | 20.120         | 25.113         |